# Yavad Saeed
Yavad Saeed (en persa: جواد سعید‎) fue un político iraní que se desempeñó como último presidente del Parlamento de Irán durante la dinastía Pahlavi, y fue el último secretario general del gobernante Partido Resurgimiento. Representó a Sari en el parlamento. Renunció al cargo de secretario general del Partido Resurgimiento el 2 de octubre de 1978.
Saeed fue designado como miembro del Consejo de Regencia en 1979 y después de la revolución, fue arrestado y enfrentó siete cargos en el Tribunal Revolucionario Islámico, incluyendo corrupción en la tierra, guerra contra Dios y el profeta, insultos a la religión, masacre de personas inocentes, tortura física y proxenetismo; eventualmente conduciendo a su ejecución.